# インドグランプリ
インドグランプリ（英語: Indian Grand Prix）はインドオリンピック協会（IOA）が計画し、2011年から2013年まで開催されていたF1世界選手権レースの1戦。

## 概要

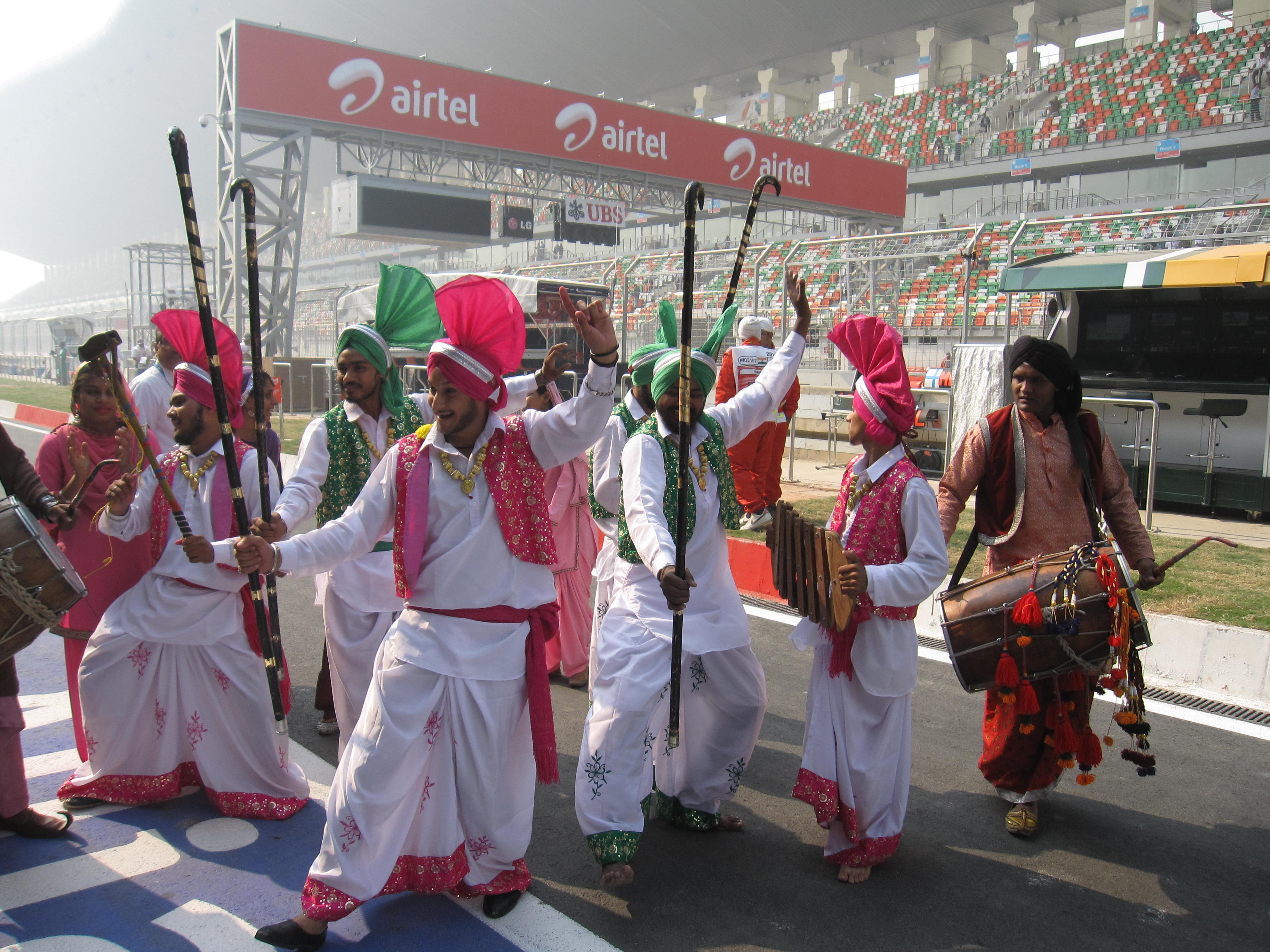
2011年インドGP

開催地はデリーから50kmのノイーダ大都市圏にあるブッダ・インターナショナル・サーキット（Buddh International Circuit）で開催が計画された。
2010年7月10日にインド人F1ドライバーのカルン・チャンドックがサーキット建設に携わるJPSI（Jaypee Sports International）と契約したことを発表し、チャンドックは同グランプリの事実上の大使となった。またこのサーキットはヘルマン・ティルケが設計に関わっている。1周5.5kmのサーキットで、観客収容数は最大100,000席となる。
「2015年から春の開催に変更するため」として、2014年は休止とされていたが、実際には2014年以降開催されていない。

## 過去の結果
| 年   | 決勝日   | ラウンド | サーキット | 勝者                   | コンストラクター  | 結果 |
| ---- | -------- | -------- | ---------- | ---------------------- | ----------------- | ---- |
| 2011 | 10月30日 | 17       | ブッダ     | セバスチャン・ベッテル | レッドブル-ルノー | 詳細 |
| 2012 | 10月28日 | 17       | ブッダ     | セバスチャン・ベッテル | レッドブル-ルノー | 詳細 |
| 2013 | 10月27日 | 16       | ブッダ     | セバスチャン・ベッテル | レッドブル-ルノー | 詳細 |